# Hieronymus de Moravia
Hieronymus de Moravia (francouzsky Jérôme de Moravie, nebo jen le Morave – Moravan) byl dominikánský mnich a hudební teoretik činný ve 13. století v Paříži. Jeho původ je neznámý; jméno naznačuje, že mohl pocházet z Moravy, anebo že do Paříže přišel z dominikánského konventu v Elginu ve skotském hrabství Moray. Je autorem významného středověkého spisu o hudbě.

## Tractatus de musica
Hieronymus de Moravia pobýval v dominikánském klášteře sv. Jakuba v ulici Saint-Jacques v Paříži. Zde pravděpodobně působil jako učitel. Vytvořil syntézu znalostí své doby, nikoli teoretickou, nýbrž provedl srovnání všech tehdy dostupných autorů a informace o všech hudebních stylech: spekulativního, praktického, duchovního, světského, gregoriánského chorálu, hudby, pravidla psalmodie a diskantu. Jak autor sám shrnuje, jeho dílo bylo určeno novicům, jako nezbytná příručka pro výuku zpěvu:
Způsobem syntetické stručnosti, bez nutnosti procházet velké množství knih, dává bez potíží těm, kdož hledají vzdělání, to, co chtějí.
Tractatus de musica
Hieronymův Tractatus de musica je uložen v Pařížské Národní knihovně, Ms. lat. 16663. Jedná se o jeho jediný známý rukopis, a je možné, že jde o přepis provedený „vlastním nákladem mistry nebo studenty“. Spis sestává z 94 listů o rozměrech 24,5 x 18 cm. Datum redakce spadá mezi roky 1274-1306. Prvním známým vlastníkem rukopisu byl Pierre de Limoges, který jej po své smrti odkázal Sorbonně. Později se rukopis objevuje mezi běžnými veřejnými knihami, v univerzitní kapli až do roku 1615, mezi spisy o astronomii, matematice, existuje dokonce množství překladů z arabštiny.

## Dílo
- Jérôme de Moravie [Hieronymus Moravus], Tractatus de musica. Traduction par Esther Lachapelle, Guy Lobrichon et Marcel Pérès - texte latin par Christian Meyer (Brepols, Corpus Christianorum (CCCM 250), 280 p., ISBN 978-2-503-54210-2)